# Regionale Eenheid Oost-Brabant
De Regionale Eenheid Oost-Brabant is een van de tien regionale eenheden van de Nationale politie. De Regionale Eenheid Oost-Brabant is in 2012 ontstaan uit een samenvoeging van de voormalige regiokorpsen Brabant-Noord en Brabant-Zuid-Oost.
De regionale eenheid Oost-Brabant bestaat uit de drie districten ’s Hertogenbosch (A), Eindhoven (B) en Helmond (C). De regionale eenheid kent in totaal 9 basisteams.
Zowel de hoofdlocatie als de meldkamer van de Regionale Eenheid Oost-Brabant zijn gevestigd in 's-Hertogenbosch.
District ’s Hertogenbosch kent vier basisteams:
- A1 ’s Hertogenbosch
- A2 Meierij
- A3 Maasland
- A4 Maas en Leijgraaf

District Eindhoven kent drie basisteams:
- B1 Eindhoven-Zuid
- B2 Eindhoven-Noord
- B3 De Kempen

District Helmond kent twee basisteams:
- C1 Dommelstroom
- C2 Peelland

Bestaande regionale politieeenheden:
Noord-Nederland ·
Oost-Nederland ·
Midden-Nederland ·
Noord-Holland ·
Amsterdam ·
Den Haag ·
Rotterdam ·
Zeeland - West-Brabant ·
Oost-Brabant ·
Limburg ·
Eenheid Landelijke Expertise en Operaties ·
Eenheid Landelijke Opsporing en Interventies

Voormalige eenheden:
Landelijke Eenheid
Voormalige regiokorpsen:
Politie Groningen ·
Politie Fryslân ·
Politie Drenthe ·
Politie IJsselland ·
Politie Twente ·
Politie Noord- en Oost-Gelderland ·
Politie Gelderland-Midden ·
Politie Gelderland-Zuid ·
Politie Utrecht ·
Politie Noord-Holland-Noord ·
Politie Zaanstreek-Waterland ·
Politie Kennemerland ·
Politie Amsterdam-Amstelland ·
Politie Gooi en Vechtstreek ·
Politie Haaglanden ·
Politie Hollands Midden ·
Politie Rotterdam-Rijnmond ·
Politie Zuid-Holland-Zuid ·
Politie Zeeland ·
Politie Midden- en West-Brabant ·
Politie Brabant-Noord ·
Politie Brabant-Zuidoost ·
Politie Limburg-Noord ·
Politie Limburg-Zuid ·
Politie Flevoland ·